# Megalobulimus martensianus
Espèce
Megalobulimus martensianus est une espèce de mollusques gastéropodes terrestres de la famille des Strophocheilidae.

## Répartition
Megalobulimus martensianus est endémique du Brésil,.

## Systématique
Le nom valide complet (avec auteur) de ce taxon est Megalobulimus martensianus (Pilsbry, 1902).
L'espèce a été initialement classée dans le genre Strophocheilus sous le protonyme Strophocheilus martensianus Pilsbry, 1902.
Megalobulimus martensianus a pour synonymes :
- Bulimus grandis E.von Martens, 1885
- Megalobulimus grandis (E.von Martens, 1885)
- Strophocheilus martensianus Pilsbry, 1902
- Strophocheilus ovatus grandis (E.von Martens, 1885)